# 太田物流
太田物流（江蘇太田国際貨運代理有限公司 こうそおおたこくさいかうんだいりゆうげんこうし OTA INTERNATIONAL FREIGHT EXPRESS CO.,LTD.）は、中国江蘇省の物流業者である。
2009年10月に設立。

## 概説
2009年10月14日に中国江蘇省に設立された物流会社。2010年12月時点で、15000M2の本社兼倉庫を所有し、従業員128人（内、日本人3名）、所有トラック100台で、中国江蘇省、上海地域における中国国内輸送、輸出入通関、海空フォワーダー、EMS（中国郵政）正規代理店、倉庫業等を業務としている。

## 社是
「物流を通じて中国江蘇省日系企業に貢献する」「中国系ローカル料金で、日本サービスを提供する」

## 沿革
- 2009年10月　国際貨運フォワーダーとして設立
- 2010年4月　EMS（中国郵政）正規代理店としてクーリエ業務を開始
- 2010年10月　本社移転（蘇州新区15000M2倉庫含む）
- 2010年11月　蘇州海湾貨運代理有限公司を合弁吸収

## 提携企業
- 内外トランスライン（中国）
- 上海マグネットトランスポート（中国）